# Ferdinand Gstöttner
Ferdinand „Ferry“ Gstöttner (* 24. März 1942 in Schärding; † 6. August 2018 in Innsbruck) war ein österreichischer Politiker (SPÖ). Er war 1982 bis 2003 Bürgermeister der Stadt Schärding, von 1985 bis 1991 Abgeordneter zum Oberösterreichischen Landtag und von 1991 bis 2002 Mitglied des Bundesrates.

## Ausbildung und Beruf
Gstöttner besuchte zwischen 1948 und 1952 die Volksschule und danach von 1952 bis 1956 eine Hauptschule. Er absolvierte in der Folge eine kaufmännische Berufsschule und leistete zwischen 1956 und 1981 den Präsenzdienst ab. Er war beruflich zwischen 1956 und 1981 als Angestellter der Firma Schärdinger Granit Industrie GmbH beschäftigt, wechselte danach als Bezirksstellenleiter zum Berufsförderungsinstitut Oberösterreich, wobei er bereits 1982 auf Grund seiner politischen Tätigkeit karenziert wurde.

## Politik und Funktionen
Gstöttner begann seine politische Karriere auf lokalpolitischer Ebene 1967 als Gemeinderat der Stadt Schärding und wurde später zum Stadtrat seiner Heimatgemeinde gewählt. Er übernahm 1979 das Amt des Ersten Vizebürgermeisters von Schärding und wurde 1981 zum Bürgermeister von Schärding gewählt. Gstöttner übte dieses Amt bis zum 12. Oktober 2003 aus. Innerparteilich hatte Gstöttner ab 1974 die Funktion des Stadtparteivorsitzenden der SPÖ Schärding inne, 1982 übernahm er zudem die Funktion des Bezirksparteivorsitzenden der SPÖ Schärding und wurde Mitglied des Landesparteivorstandes der SPÖ Oberösterreich. Des Weiteren war er ab 1975 Mitglied des Landesvorstandes des Gemeindevertreterverbandes Oberösterreich und ab 1979 Mitglied des Präsidiums des Gemeindevertreterverbandes Oberösterreich.
Gstöttner vertrat die SPÖ vom 28. Oktober 1985 bis zum 29. Oktober 1991 im Oberösterreichischen Landtag und war Mitglied in den Ausschüssen für Verfassung und Verwaltung, für Umwelt-, Bau- und Straßenangelegenheiten, für volkswirtschaftliche Angelegenheiten sowie für öffentliche Wohlfahrt. Am 30. Oktober 1991 wechselte er in den Bundesrat, dem er bis zum 10. Dezember 2002 als Mitglied angehörte. Zudem war er vom 9. November 2000 bis zu seinem Ausscheiden Ordner im Bundesrat.

## Tod
Gstöttner starb am 6. August 2018 im Alter von 76 Jahren in der Uniklinik Innsbruck. Er wurde in Schärding bestattet.

## Auszeichnungen
- 1996: Großes Silbernes Ehrenzeichen für Verdienste um die Republik Österreich[3]
- Goldenes Ehrenzeichen des Landes Oberösterreich
- Ehrenbürger der Stadt Schärding
- Victor-Adler-Plakette
- Sportehrenzeichen des Landes Oberösterreich in Bronze, Silber und Gold